# Termopsis
Pour l’article ayant un titre homophone, voir Termopsis (homonymie).
Termes (Termopsis)
Genre
Synonymes
- Xestotermopsis von Rosen 1913

Espèces de rang inférieur
- voir paragraphes #Espèces

Termopsis est un genre fossile d'insectes, de l'ordre des blattes et de la famille des Termopsidae.

## Classification
Le genre Termopsis a été publié par Oswald Heer en 1849.

### Synonymes
Ce genre a une alternative de nommage Termes (Termopsis) et un synonyme Xestotermopsis selon von Rosen 1913.

### Répartition et âge
Selon Paleobiology Database en 2023, ce genre a une répartition européenne, avec sept collections de fossiles trouvées dans quatre pays, soit Roumanie (une du Miocène), Allemagne (une de l'Oligocène), Pologne (deux de l'Éocène) et russie (trois de l'Éocène). Ce genre est donc référencé du Priabonien au Serravallien : 38-11,608 Ma.

## Espèces
Ce genre a six espèces selon GBIF et cinq selon Paleobiology Database :
- Termopsis bremii (Oswald Heer en 1849)
- Termopsis gracilipennis Théobald, 1937
- Termopsis mallaszi Pongrácz, 1928
- Termopsis procera Oswald Heer en 1849[note 1],[4]
- Termopsis transsylvanica Pongrácz, 1928
- Termopsis ukapirmasi Engel, Grimaldi & Krishna, 2007

### Publication originale
- (de) Oswald Heer, Die Insektenfauna der Tertiärgebilde von Oeningen und von Radoboj in Croatien. Zweiter Theil: Henschrecken, Florfliegen, Aderflügler, Schmetterlinge und Fliegen, 1-264 p.